# Queer
Queer (pronunciació: /kwíɾ/) és un terme manllevat de l'anglès que s'utilitza per a designar les persones que s'oposen a encaixar amb una identitat sexual o de gènere concreta, tant les prescrites tradicionalment (home/dona, mascle/femella, heterosexual/homosexual, cissexual) com les noves categories sexuals identitàries amb intencionalitat normalitzadora (gai, lesbiana, transsexual, bisexual). Per tant, queer no inclou totes les identitats sexuals, sinó que es tracta d'una post-identitat, amb totes les que resisteixen encaixar amb el sistema cisheterosexual, els processos de normalització i d'exclusió, per tant, també refusen etiquetes i marcs rígids definitius.
El punt de vista queer reconeix el gènere i la sexualitat com a múltiples i fluïds, qüestiona els paradigmes binaris de masculinitat-feminitat i heterosexualitat-homosexualitat. També qüestiona els intents de normativitzar el gènere i les sexualitats. Entén la sexualitat des del reconeixement dels cossos i el plaer. S'interpreta des de les accions i els seus efectes, no pas des de les identitats o allò que pot ser vertader/fals o correcte/incorrecte.
El terme queer es va començar a utilitzar a finals dels anys vuitanta no només com a oposició al sistema cisheterosexual, sinó també a la categoria gai, que va ser articulada des d'homes blancs de classe mitjana/alta neoliberals amb una intenció normalitzadora que va excloure multitud de subjectes. Davant les concessions del sistema cisheterosexual a la identitat gai, que va perdre el to revolucionari, es va articular el moviment queer amb discursos i pràctiques que pretenen oposar-se als processos de normalització del sistema cisheterosexual, per considerar-lo heterocèntric, binari i biologicista.
Teresa de Lauretis, qui va encunyar el terme teoria queer, va abandonar el terme queer perquè considerava que havia estat assimilat per les institucions i normativitzats.

## Definició i etimologia
El terme queer s'utilitzava inicialment en anglès per a referir-se de manera despectiva a persones amb sexualitats dissidents, especialment homosexuals. La seva traducció literal seria estrany o anòmal. A finals dels anys vuitanta, aquest terme va ser apropiat per grups marginals —iniciat per lesbianes negres del sud de Califòrinia— que van construir discursos i pràctiques emancipadores al marge d'allò gai. Amb la intenció d'esborrar el matís negatiu del mot, van qüestionar el projecte normalitzador d'homes blancs homosexuals, de classe mitjana o alta, que excloïa multitud de dissidents sexuals travessades per la raça, la classe, l'edat, entre d'altres. En el context de la identitat política occidental actual, les persones que s'identifiquen com a queer s'aparten del discurs, de la ideologia i de l'estil de vida que tipifiquen els grans corrents en les comunitats LGBTI –lesbianes, gais, bisexuals, transsexuals, intersexuals, etc– a qui consideren opressives o amb tendència a l'assimilació.
A l'Estat espanyol, el procés social i polític queer va iniciar als anys noranta amb diversos grups d'activistes que van apropiar-se de les paraules bollera i marica per autodefinir-se i articular un activisme que no pretenia causar una bona imatge ni integrar-se al sistema cisheterosexual. Diverses activistes i investigadores han considerat que el terme queer es tracta d'un colonialisme lingüístic que no té el poder subversiu original de reapropiació d'un insult. En aquest sentit, en català s'ha intentat traduir pel terme de bord/a, o en castellà transmaricabollo o torcido/a. A llationamèrica, la filòsofa mexicana Sayak Valencia va proposar utilitzar el terme cuir per afegir-hi un significat geopolític cap al sud.

## Usos i discursos
Aquesta paraula ha anat evolucionat en el significat: fa dècades tenia una connotació pejorativa cap a l'homosexualitat i/o la seva representació, i en l'actualitat descriu un corrent de pensament i una actitud vital que encoratja a performar amb llibertat el gènere, els afectes i les sexualitats. La utilització en referència a la comunitat LGBTI i els membres que hi pertanyen ha modificat aquestes definicions i aplicacions originàries. El seu ús es considera polèmic i ha sofert canvis substancials al llarg del segle XX i XXI, en reclamar-lo algunes persones gais, lesbianes, bisexuals i transgènere com una forma d'autoafirmació. El terme encara es considera ofensiu o despectiu en algunes comunitats més conservadores; mentre que d'altres decideixen apropiar-se'n i descriure-hi una orientació sexual, identitat de gènere o expressió de gènere que no es conforma amb la societat heteronormativa i patriarcal.

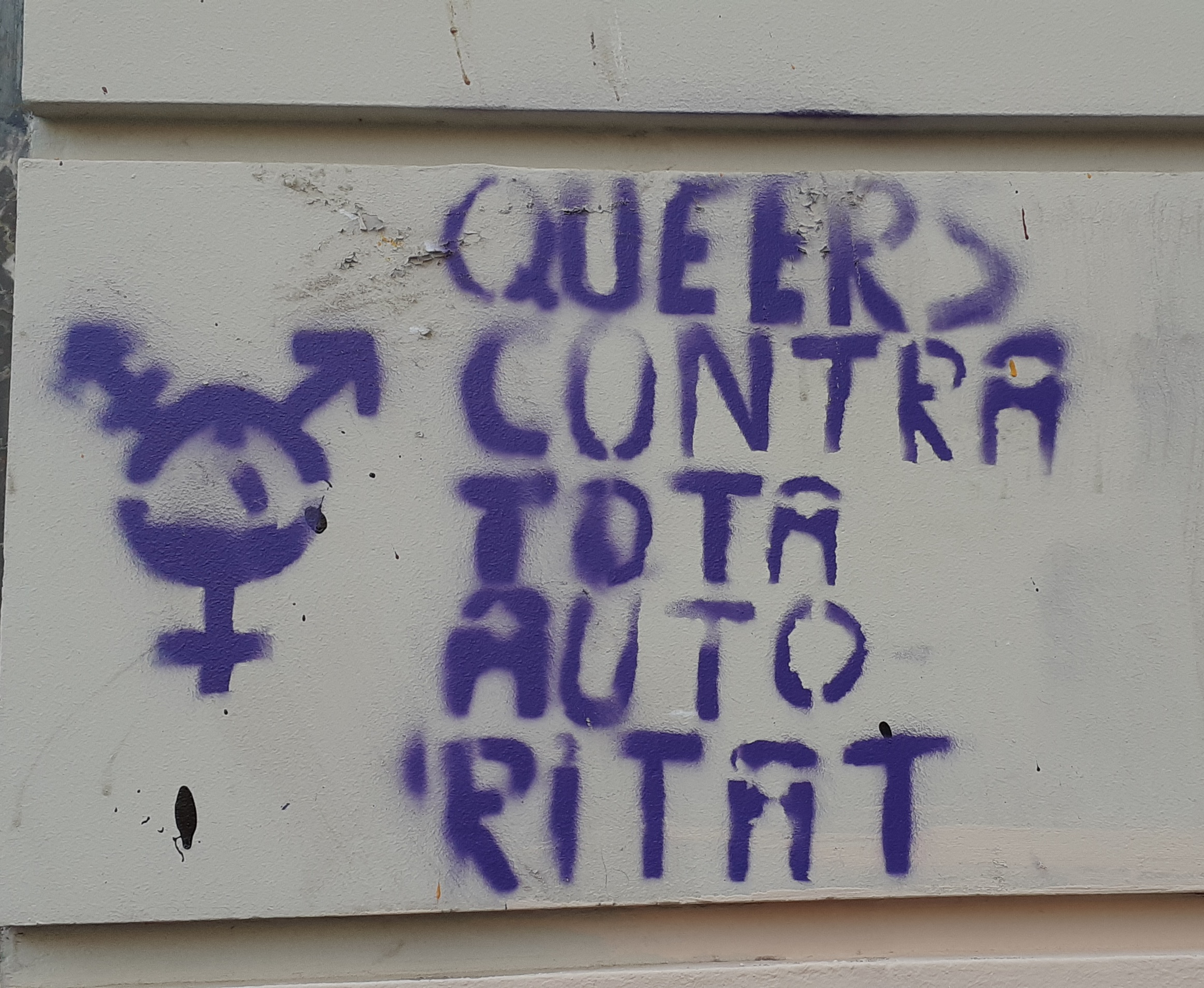

Actualment l'objectiu de la comunitat queer és eliminar les etiquetes socials i culturals del binarisme, eliminant categories que no existeixen, i tenint en compte la possibilitat de mostrar-se socialment com desitgin sense pertànyer a cap grup. De la mateixa manera, sostenen que una persona pot establir relacions sexoafectives sense definir-se com a homosexual o heterosexual, ja que consideren que les persones es relacionen amb altres sense necessitat de respondre a un model establert i amb obertura a models alternatius a la monogàmia, com el poliamor o l'aromanticisme. És interessant en aquest sentit tota la feina de Brigitte Vasallo, que escriu, per exemple: «El sistema monògam és una tirania. No és una opció: és un mandat, i és la violència simbòlica inscrita en aquest mandat la que ens impedeix triar maneres diferents fins i tot quan creiem triar-les. A vegades ens toca la rifa de la vida i els mandats ens resulten oportuns, còmodes, però això no els converteix en opcionals».
Per a Paul B. Preciado, aquest terme tracta de designar un «moviment postidentitari». En les seves paraules mostra: «Una posició de crítica atenta als processos d'exclusió i de marginació que genera tota ficció identitària», tant dins de societats heterosexuals com en la cultura gai.
També el document de Daniela Rendón "L'ABC de la teoria queer Arxivat 2018-08-26 a Wayback Machine." inclou algunes idees bàsiques sobre aquest tema, i el llibre col·lectiu Barbarismos Queer y otras esdrújulas ofereix també un exhaustiu retrat de la qüestió.
Judith Butler o Paul B. Preciado referents de la teoria queer, entenen el gènere com a una categoria variable, que hom modela a través de la repetició de les conductes (performativitat de gènere).

## Significat de la bandera
La bandera va ser dissenyada per Marilyn Roxie; aquest és el seu significat:
- Lavanda (#b57edc): és la barreja del blau i el rosa, els quals representen els rols de gènere, la mescla s'associa a l'androgínia.
- Blanc (#ffffff): representa la identitat agènere (sense gènere) i neutre.
- Verd fosc (#4A8123): color invers al lavanda, representa el no binarisme.

## Activisme queer

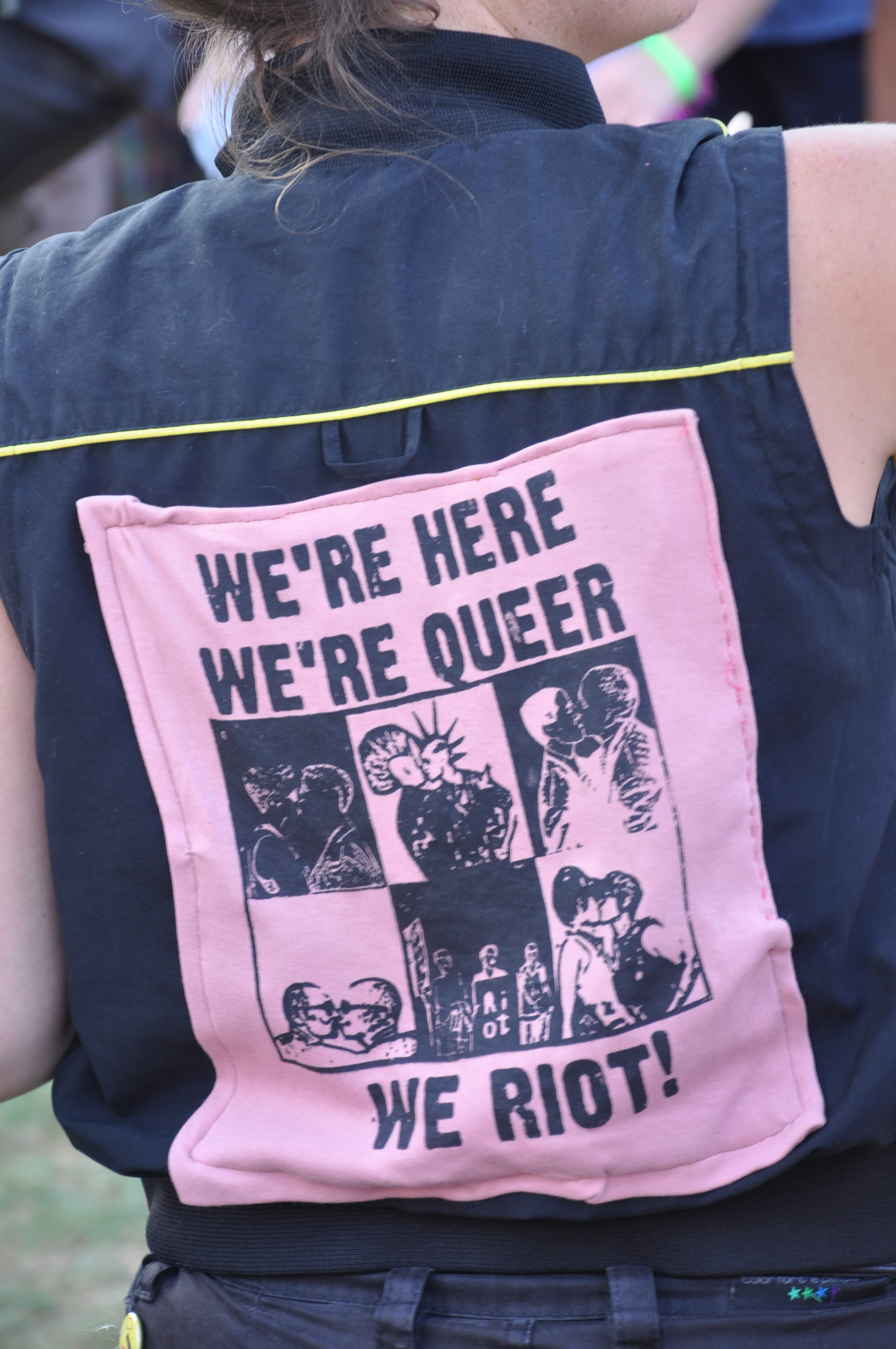
Símbol queer

L'activisme queer neix als Estats Units d'Amèrica a finals de la dècada de 1980 com a confluència de tres crisis, la de la sida, el feminisme heterocentrat, blanc i colonial, i l'assimilació de la cultura gai al sistema capitalista. A Catalunya, es va formar el grup Act Up Barcelona a la dècada de 1990. A partir de diverses iniciatives al voltant del moviment okupa, el 2000 es va formar l'assemblea Stonewall, que es basava en els principis de llibertat i autogestió, amb una estratègia de confrontació amb la moral establerta. El grup va organitzar accions contra les carrosses comercials del dia de l'orgull i els locals d'ambient. També va adoptar pràctiques com la reapropiació de l'insult o el transvestisme. Per evitar reproduir els rols de gènere, van dur a terme xerrades i debats. D'altra banda, es va fundar el grup de dones queer M.A.M.B.O., que va okupar una casa.